# Волујац (Ужице)
Волујац је насеље у Србији у општини Ужице у Златиборском округу. Према попису из 2022. било је 818 становника.

## Демографија
У селу Волујац живи 901 пунолетни становник, а просечна старост становништва износи 41,2 година (40,1 код мушкараца и 42,4 код жена). У насељу има 328 домаћинстава, а просечан број чланова по домаћинству је 3,34.
Ово насеље је великим делом насељено Србима (према попису из 2002. године), а у последња три пописа, примећен је пад у броју становника.
|  |

| Демографија | Демографија | Демографија |
| Година      | Становника  | Становника  |
| ----------- | ----------- | ----------- |
| 1948.       | 1.006       |             |
| 1953.       | 1.190       |             |
| 1961.       | 1.287       |             |
| 1971.       | 1.211       |             |
| 1981.       | 1.191       |             |
| 1991.       | 1.134       | 1.122       |
| 2002.       | 1.094       | 1.117       |

| Етнички састав према попису из 2002.‍ | Етнички састав према попису из 2002.‍ | Етнички састав према попису из 2002.‍ | Етнички састав према попису из 2002.‍ | Етнички састав према попису из 2002.‍ |
| ------------------------------------ | ------------------------------------ | ------------------------------------ | ------------------------------------ | ------------------------------------ |
|                                      |                                      |                                      |                                      |                                      |
| Срби                                 | Срби                                 |                                      | 1.085                                | 99,17%                               |
| Руси                                 | Руси                                 |                                      | 1                                    | 0,09%                                |
| непознато                            | непознато                            |                                      | 1                                    | 0,09%                                |

| Година пописа     | 1948. | 1953. | 1961. | 1971. | 1981. | 1991. | 2002. |
| ----------------- | ----- | ----- | ----- | ----- | ----- | ----- | ----- |
| Број домаћинстава | 175   | 201   | 235   | 255   | 302   | 329   | 328   |

| Број чланова      | 1  | 2  | 3  | 4  | 5  | 6  | 7 | 8 | 9 | 10 и више | Просек |
| ----------------- | -- | -- | -- | -- | -- | -- | - | - | - | --------- | ------ |
| Број домаћинстава | 44 | 73 | 66 | 69 | 42 | 23 | 9 | 0 | 1 | 1         | 3,34   |

| Пол    | Укупно | Неожењен/Неудата | Ожењен/Удата | Удовац/Удовица | Разведен/Разведена | Непознато |
| ------ | ------ | ---------------- | ------------ | -------------- | ------------------ | --------- |
| Мушки  | 464    | 125              | 311          | 12             | 16                 | 0         |
| Женски | 475    | 71               | 310          | 84             | 9                  | 1         |
| УКУПНО | 939    | 196              | 621          | 96             | 25                 | 1         |

| Пол    | Укупно                    | Пољопривреда, лов и шумарство | Рибарство                            | Вађење руде и камена | Прерађивачка индустрија       |
| ------ | ------------------------- | ----------------------------- | ------------------------------------ | -------------------- | ----------------------------- |
| Мушки  | 245                       | 41                            | 0                                    | 0                    | 69                            |
| Женски | 103                       | 30                            | 0                                    | 1                    | 27                            |
| УКУПНО | 348                       | 71                            | 0                                    | 1                    | 96                            |
| Пол    | Производња и снабдевање   | Грађевинарство                | Трговина                             | Хотели и ресторани   | Саобраћај, складиштење и везе |
| Мушки  | 6                         | 36                            | 33                                   | 2                    | 22                            |
| Женски | 0                         | 2                             | 12                                   | 1                    | 1                             |
| УКУПНО | 6                         | 38                            | 45                                   | 3                    | 23                            |
| Пол    | Финансијско посредовање   | Некретнине                    | Државна управа и одбрана             | Образовање           | Здравствени и социјални рад   |
| Мушки  | 1                         | 0                             | 11                                   | 3                    | 5                             |
| Женски | 1                         | 1                             | 1                                    | 11                   | 11                            |
| УКУПНО | 2                         | 1                             | 12                                   | 14                   | 16                            |
| Пол    | Остале услужне активности | Приватна домаћинства          | Екстериторијалне организације и тела | Непознато            | Непознато                     |
| Мушки  | 11                        | 0                             | 0                                    | 5                    | 5                             |
| Женски | 2                         | 0                             | 0                                    | 2                    | 2                             |
| УКУПНО | 13                        | 0                             | 0                                    | 7                    | 7                             |